# Alma rifeña
Alma rifeña és una pel·lícula muda en blanc i negre d'aventures i de gènere dramàtic dirigida per José Buchs Echeandia i estrenada l'any 1922.

## Argument
Ambientada en la Guerra del Marroc, és una pel·lícula d'aventures al Rif. De l'escriptor i periodista Rafael López Rienda, voluntari en un esquadró de la cavalleria de Larraix, i condecorat amb la creu de l'Orde d'Isabel la Catòlica per la seva labor de corresponsal de guerra al diari El Sol.